# Transformador de Viuda de Estela
El edificio para el transformador de la compañía Viuda de Estela se ubica en la calle Luís Vives número 15, en la zona de Ensanche de Castellón de la Plana (España), ocupando un solar entre medianeras. Se trata de una pequeña edificación industrial de estilo modernista valenciano que data de 1914, obra del arquitecto Luis Ros de Ursinos.

## Descripción
Constituye un ejemplo característico de lo que se denomina arquitectura parlante. A través de la fachada se expresa el contenido utilizando una serie de símbolos como motivos ornamentales con gran maestría. Así por ejemplo el hueco de la ventana reproduce la silueta de una bombilla, el recercado de la puerta hace referencia a la pila de volta y el remate superior representa un tendido eléctrico.
En la fachada se utilizan cuatro materiales: ladrillo caravista rojo definiendo el plano de fachada; piedra en los motivos ornamentales como el zócalo, recercado de la puerta y en el elemento de remate; carpintería de madera y rejería de hierro. Se trata de un ejemplo de construcción con buen acabado en todos sus materiales.
Es un ejemplo de edificio significativo por su función y por constituir una fachada atípica, escenario en el que se representa simbólicamente su propio contenido, siendo una muestra en la que se refleja la cantidad de recursos para la expresión arquitectónica que utiliza el autor. 